# Regionale Verkehrsbetriebe Schaffhausen RVSH
Die  Regionale Verkehrsbetriebe Schaffhausen RVSH AG, mit dem Marktauftritt SchaffhausenBus, waren ein Verkehrsunternehmen im Schweizer Kanton Schaffhausen. Das 2001 gegründete Unternehmen, welches zu 100 % im Besitz des Kantons Schaffhausen war, erschloss 22 Gemeinden und hatte seine Wurzeln bei der 1905 eröffneten Strassenbahn Schaffhausen–Schleitheim.
2019 fusionierten die Regionalen Verkehrsbetriebe Schaffhausen RVSH mit den Verkehrsbetrieben Schaffhausen zu den Verkehrsbetrieben Schaffhausen vbsh.

## Linien (Stand 2019)
SchaffhausenBus betrieb die folgenden Linien:
| Linie | Strecke |
| ----- | --- |
| 21    | Schaffhausen – Neuhausen am Rheinfall – Beringen – Löhningen – Siblingen – Gächlingen – Schleitheim – Beggingen–(Neunkirch) |
| 22    | Schaffhausen – Hemmental |
| 23    | Schaffhausen – Merishausen – Bargen                                                                                         |
| 24    | Schaffhausen – Stetten – Lohn – Büttenhardt – Opfertshofen – Altdorf – Hofen – Bibern – Barzheim – Thayngen                 |
| 25    | Schaffhausen – Stemmer (D) – Büsingen (D) – Dörflingen – Randegg (D) – Murbach (D) – Buch – Ramsen                          |
| 27    | Oberhallau – Hallau – Station Wilchingen–Hallau – Wilchingen – Osterfingen                                                  |
| 28    | Beringen – Guntmadingen |

In den Nächten auf Samstag und Sonntag verkehrten zudem die sieben Nachtbus-Linien N21 bis N25 und N77.
Die Fahrten auf den Linien 22 bis 25 wurden durch das Subunternehmen Rattin AG, Neuhausen am Rheinfall durchgeführt.
Die Fahrten auf der Linie 28 wurden durch den Subunternehmer Weder Transport, Schaffhausen durchgeführt.

## Organisation
Die Verkehrsbetriebe Schaffhausen, welche den Busbetrieb im Kanton Schaffhausen betreibt, war die geschäftsführende Unternehmung der RVSH.

## Personal
Ende 2013 beschäftigten die RVSH 52 Mitarbeitende. Davon arbeiteten 27 Mitarbeiter für die Linien 21 und 27 und 25 Personen für das Subunternehmen Rattin AG. Da die Geschäftsleitung an die VBSH übertragen wurde, ist in diesen Zahlen die Geschäftsleitung nicht eingeschlossen.

## Geschichte

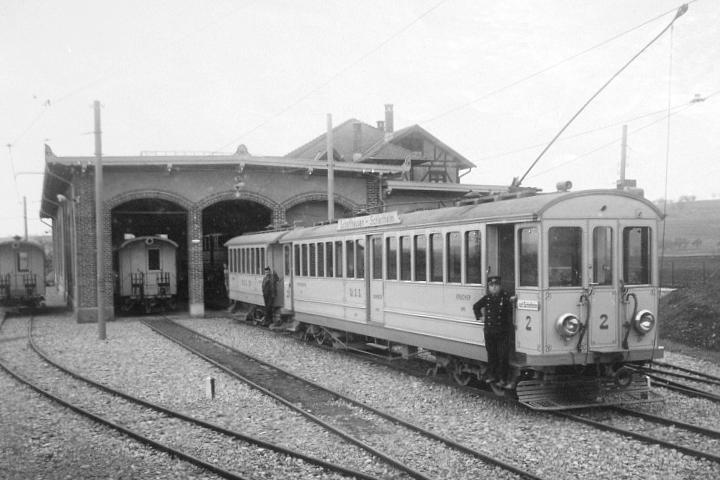
Motorwagen der StSS vor dem Depot in Siblingen 1905

Die Wurzeln von SchaffhausenBus liegen bei der am 8. August 1905 eröffneten Strassenbahn Schaffhausen-Schleitheim (St.S.S.) mit Endstation im Schleitheimer Ortsteil Oberwiesen. Am 26. September 1905 wurde auf dieser Strecke der Güterverkehr aufgenommen. Die Stimmberechtigten des Kantons Schaffhausen beschlossen am 28. Mai 1962 die Umstellung des erneuerungsbedürftigen Trambetriebs auf Autobusbetrieb. Dieser wurde am 1. Oktober 1964 mit der Autoverbindung Schaffhausen-Schleitheim ASS aufgenommen. Gleichzeitig wurde die Postautolinie Schleitheim-Beggingen von der ASS übernommen. Im Mai 1968 wurde die Gemeinde Gächlingen an das ASS-Netz angeschlossen.
Im November 2000 beschlossen die Stimmberechtigten des Kantons mit grossem Mehr die Umwandlung der ASS in eine Aktiengesellschaft unter dem Namen Regionale Verkehrsbetriebe Schaffhausen RVSH AG. Bereits im Juli 2003 unterzeichnete die RVSH mit Postauto Schweiz einen Kooperationsvertrag. Mit der Integration der vier bisherigen Postautolinien (Linien 22 bis 25) im Kanton entstand ein Netz von fünf Überlandbuslinien unter einheitlicher Führung und einem neuen Markennamen: SchaffhausenBus.
Im Dezember 2013 nahm die S-Bahn Schaffhausen auf der Eisenbahnstrecke Schaffhausen – Wilchingen/Hallau – Erzingen (einer Teilstrecke der deutschen Hochrheinbahn) ihren Betrieb auf. Als Zubringerbus ab Oberhallau/Hallau und Wilchingen/Osterfingen zum Bahnhof Wilchingen-Hallau wurde die neue Linie 27 eröffnet. Bis anhin wurden diese Dörfer durch die deutsche Südbadenbus GmbH (SBG) erschlossen. Da es sich neu um reinen Schweizer Binnenverkehr handelt, hätte die Südbadenbus GmbH für die Konzessionserneuerung einen Firmensitz in der Schweiz eröffnen müssen. Die SBG betreibt aber weiterhin im oberen Kantonsteil im grenzüberschreitenden Verkehr die Linien zwischen Stein am Rhein und dem deutschen Singen am Hohentwiel sowie in Richtung Öhningen und nach Radolfzell. Die auch im Dezember 2013 neu eröffnete Linie 28 wird durch den Subunternehmer Weder Transport, Schaffhausen betrieben.

## Fahrzeugpark

### Geschichte
Der Busbetrieb wurde 1964 mit sechs Saurer-Autobussen aufgenommen. Diese waren wie Bahnwagen in Raucher- und Nichtraucherabteile unterteilt. Auch verfügten sie über ein separates Gepäckabteil. Dank zwei Personenanhängern (bis 1995 in Betrieb) konnte die Kapazität in Spitzenzeiten beinahe verdoppelt werden. 1968 kamen zwei weitere Saurer-Autobusse hinzu. 1972 wurden die ersten beiden Saurer-Gelenkautobusse angeschafft. Bis zur Einstellung der Posttransporte 2004 verfügte die Unternehmung auch über Postanhänger.
Übersicht:
- 6 Autobusse Saurer 5 DUK (1964–1986/88)
- 2 Autobusse Saurer 5 DUK 1 (1968 – 1991)
- 2 Gelenkautobusse Saurer 5 GUK-A (1972 – 1991)
- 1 Kleinbus Volvo (1979 – 1995)
- 6 Autobusse Volvo B 10M (1986/88 – 2005)
- 4 Gelenkautobusse Volvo B MA (1991 – 2005/06)

### Fahrzeugpark (31. Dezember 2013)

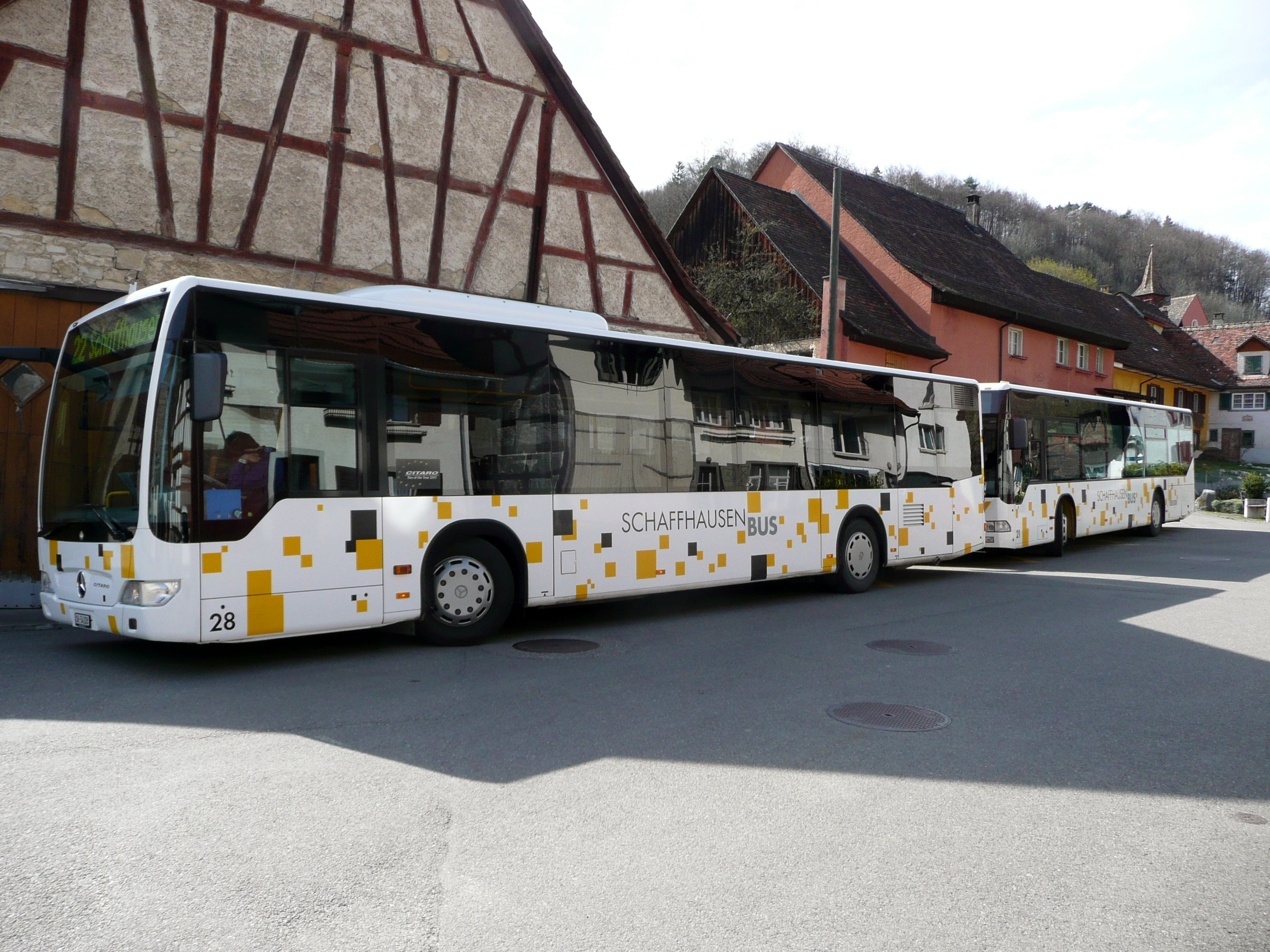
Bus der Gesellschaft SchaffhausenBus

#### Linien 21 und 27 (Eigenregie)
- 3 Autobusse Mercedes-Benz Citaro (2013)
- 7 Gelenkautobusse Mercedes-Benz Citaro (2004/07)
- 2 Autobusse Mercedes-Benz Citaro (2006)

#### Linien 22, 23, 24 25, 28 (Subunternehmen)
- 3 Autobusse Mercedes-Benz Citaro (2010)
- 2 Autobusse Mercedes-Benz Citaro (2007)
- 2 Autobusse Mercedes-Benz Citaro (2004)
- 4 Autobusse Mercedes-Benz Citaro (2001/02)
- 2 Midibusse Volvo B6BLE (2000)
- 2 Kleinbusse Mercedes-Benz Sprinter (2010/13)